# Comuna Ilkivka
Ilkivka (în ucraineană Ільківка) este o comună în raionul Vinnîțea, regiunea Vinnița, Ucraina, formată din satele Riveț, Horbanivka și Ilkivka (reședința).

## Demografie
Componența lingvistică a satului Ilkivka
     Ucraineană (98,52%)
     Rusă (1,25%)
     Alte limbi (0,24%)
Conform recensământului din 2001, majoritatea populației satului Ilkivka era vorbitoare de ucraineană (98,52%), existând în minoritate și vorbitori de rusă (1,25%).